# Matelea dasytricha
Matelea dasytricha là một loài thực vật có hoa trong họ La bố ma. Loài này được (Schltr.) Fontella mô tả khoa học đầu tiên năm 1984.